# 12426 Racquetball
12426 Racquetball è un asteroide della fascia principale. Scoperto nel 1995, presenta un'orbita caratterizzata da un semiasse maggiore pari a 2,3621156 UA e da un'eccentricità di 0,0717831, inclinata di 3,59608° rispetto all'eclittica.